# Alberto Naudon
Alberto Raúl Naudon Dell’Oro (Santiago de Chile, 4 de abril de 1975) es un economista y académico chileno, actualmente se desempeña como consejero del Banco Central de Chile.

## Biografía

### Familia
Hijo de Alberto Naudon del Río y Margarita Dell'Oro Crespo. Casado con María Paz Vicuña, tiene cuatro hijos. Es nieto del abogado y diputado por Maule desde 1965 a 1973, Alberto Naudon Abarca.

### Estudios
Estudió en el Colegio Tabancura y luego de un corto paso por derecho en la Pontificia Universidad Católica (PUC), decidió ingresar a la Facultad de Economía y Administración de la misma universidad. Se tituló en ingeniería comercial con mención en economía, obteniendo el premio Raúl Iver al mejor egresado de la promoción 2000. En 2004 partió a la Universidad de California, Los Ángeles (UCLA), Estados Unidos, becado por el Banco Central de Chile, donde obtuvo un magíster y un doctorado (PhD) en economía.

## Trayectoria profesional
Ingresó como economista a la División de Estudios del Banco Central de Chile en el año 2000. En la misma unidad, fue economista senior y Jefe del Departamento de Modelos y Proyecciones Macroeconómicas.
En 2013 asumió el cargo de economista jefe del Banco de Crédito e Inversiones (BCI), en el que estuvo durante un año. Cuando nuevamente retorna al instituto emisor en el cargo de gerente general de la División Estudios entre 2014 y 2018.
Fue propuesto por la presidenta Michelle Bachelet en reemplazo de Sebastián Claro como consejero del Banco Central de Chile en 2018. Tras ser aprobado por unanimidad por el Senado asumió como consejero del organismo el 22 de marzo de 2018.
En el área docente ha dictado cursos en las áreas de macroeconomía, econometría y economía internacional en la Universidad de Chile, en la Pontificia Universidad Católica de Chile (PUC), en la Universidad Adolfo Ibáñez y en la Universidad de Los Andes.
Ha investigado y publicado diversos artículos sobre política monetaria y temas financieros.[cita requerida]